# Archipel des Radama
L'archipel des Radama, ou îles Radama, est un archipel malgache situé dans le canal du Mozambique. Situé au sud de Nosy Be, il est constitué de quatre îles.

## Îles
- Nosy Kalakajoro.
- Nosy Berafia.
- Nosy Antanimora.
- Nosy Valiha.